# Rue Honoré de Balzac
Pour les articles homonymes, voir Balzac.
La rue Honoré de Balzac (en ukrainien : Вулиця Оноре де Бальзака, Voulytsya Onore de Bal'zaka) est une rue du raïon de Desna à Kiev.

## Historique
La rue Balzac porte ce nom depuis 1983. Elle portait le nom de Theodore Dreiser de 1871 à 1945.

## Bâtiments remarquables et lieux de mémoire
- n° 11 une bibliothèque
- n° 305 un lycée

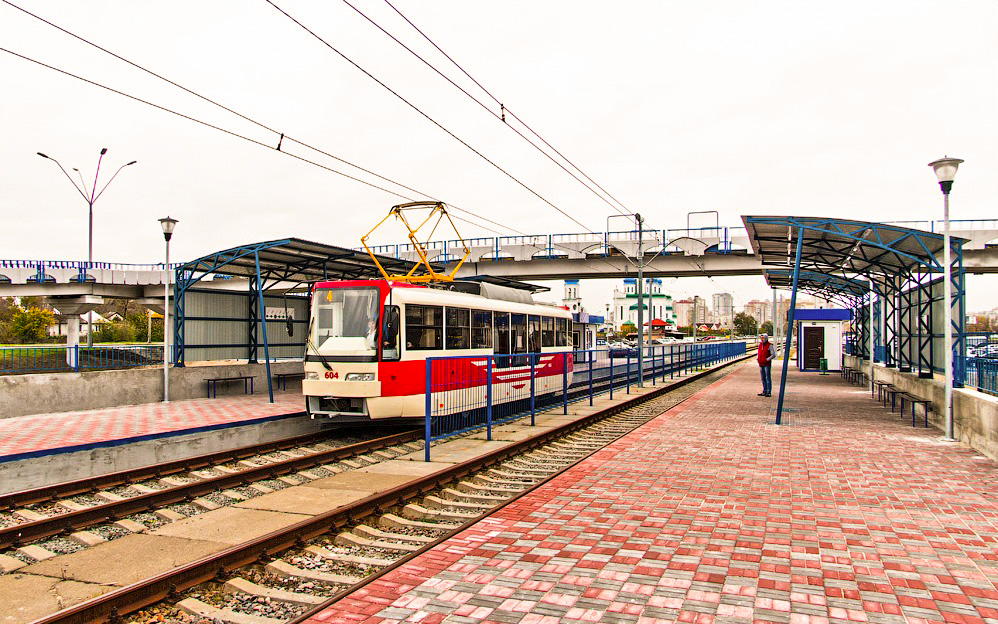
L'arrêt Kachtanova du Métro léger de Kiev,
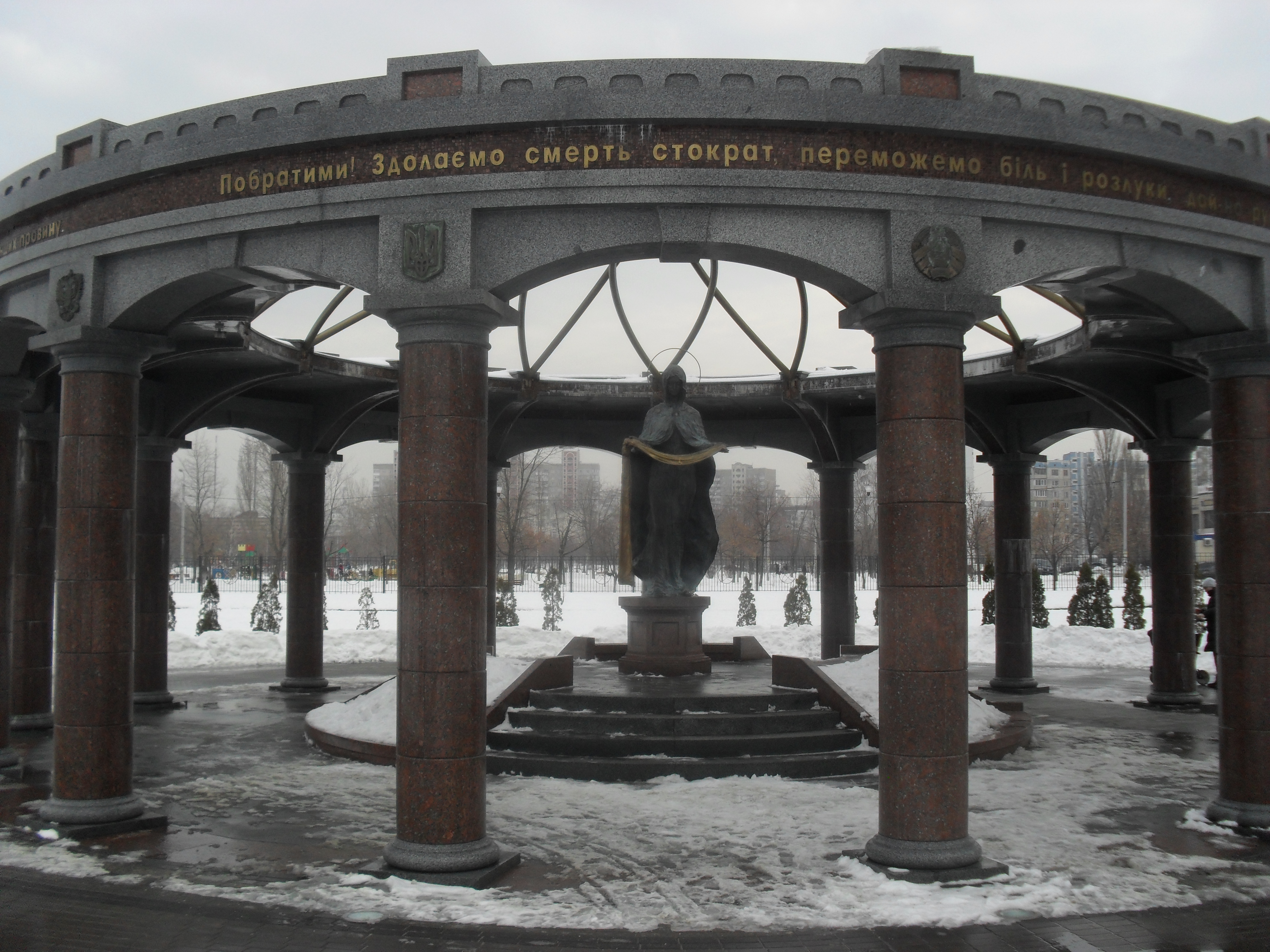
mémorial à la catastrophe de Tchernobyl,
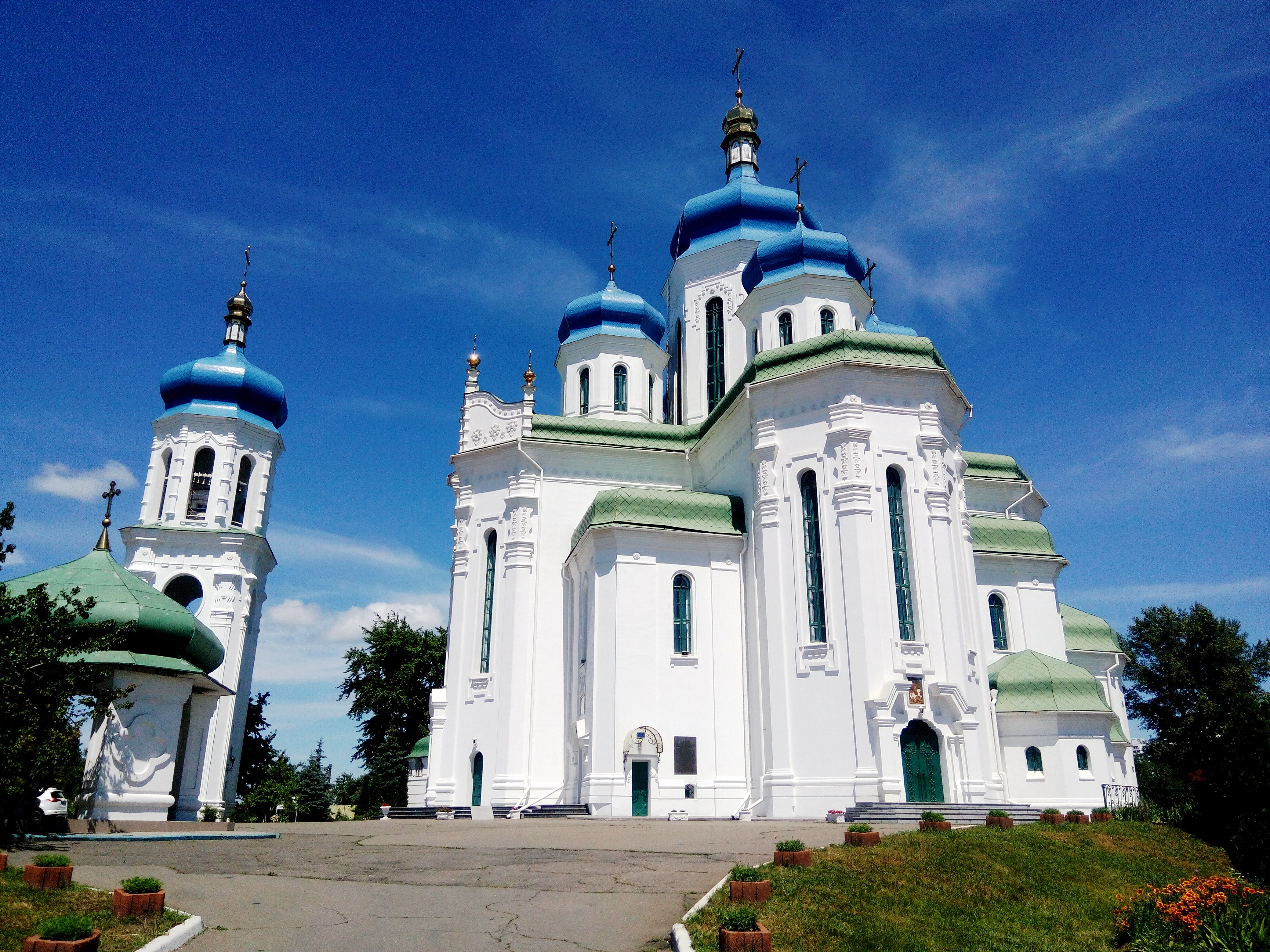
la cathédrale de la Trinité.